# Иллирийцы
Иллири́йцы (др.-греч. Ἰλλυριοί, лат. Illyrii, Illyri) — общее название обширной группы родственных индоевропейских народов, населявших в древности северо-запад Балканского полуострова и частично юго-восток Апеннинского полуострова.
Их мифическим прародителем считался, по греческим представлениям, персонаж древнегреческой мифологии Иллирий.

## В древнегреческих источниках
Первые упоминания об иллирийцах встречаются у греческих авторов Гекатея Милетского (VI в. до н. э.) и Геродота (V в. до н. э.).
В состав иллирийцев, по сообщениям греческих авторов, входили албаны, ардиеи, далматы, дарданы, дезитиаты, диционы, паннонцы, пирусты, плереи, мессапы, тавлантии, энхелии, япиги, яподы и др.

## Палеогенетика
Анализ ДНК останков из захоронений Хорватии раннего железного века 1-го тысячелетия до н. э. показал, что иллирийцы принадлежали к числу носителей Y-хромосомной гаплогруппы J2b2a1a1a1b2~-Y86930 и митохондриальных гаплогрупп T2a1a, T2b, H, H1, H3b, H5, HV0e, U5a1g.
Остаётся спорным причисление к иллирийцам таких народов, как истры и либурны, так как их топонимика по ряду морфологических признаков скорее близка венетской.

## История
По современным представлениям, предки иллирийцев — это кочевые индоевропейские племена, мигрировавшие на территорию Иллирии с севера (вучедолская культура медного века, от которой происходит винковацкая культура бронзового века) и после смешения с местными племенами образовавшие иллирийские народности.
В раннем железном веке в ходе миграции кельтов складывается объединившая часть кельтов с иллирийцами Гальштатская археологическая культура (ко времени её расцвета в 700—400 гг. до н. э. относятся культовые повозки, керамическая и бронзовая утварь с фигурами и рельефными фризами, украшения).
В VII—III вв. до н. э. на территории расселения иллирийцев греки основали ряд торговых и земледельческих поселений-колоний.
В III в. до н. э. гальштатская общность распадается; образуется кельто-фракийская латенская культура, враждебная иллирийцам. Кельты начинают теснить иллирийцев с севера, а греки — с востока. Кельты отчасти оттеснили иллирийцев, отчасти подвергли их кельтизации (образовалась группа иллиро-кельтских племён).
В III в. до н. э., когда иллирийцы пришли в столкновение с римлянами, они находились в основном на стадии разложения родового строя (у южноиллирийских племён возникли первые раннеклассовые образования ещё ранее: в IV в. до н. э. у энхелеев и во 2-й половине IV в. до н. э. у тавлантиев, в середине III в. до н. э. у ардиеев).
Подчинив соседние племена, ардиеи создали обширную державу со столицей в Скодре (современный Шкодер). В результате так называемых Иллирийских войн (в 229—228, 219, 168—167 гг. до н. э.) между ардиеями и римлянами территория державы ардиеев была завоёвана римлянами (167 г. до н. э.) и вошла в состав римской провинции Македония (148 г. до н. э.). Северные области побережья, населённые либурнами, далматами и яподами, были завоёваны римлянами во II—I вв. до н. э.; окончательно они были покорены во время Иллирийской войны 35—33 гг. до н. э. Тогда же были завоёваны и племена паннонцев на средней Саве. В 13—9 гг. до н. э. римлянами были завоёваны племена севернее Савы вплоть до среднего течения Дуная. Племена внутренней Далмации (дезитиаты, пирусты и др.) были покорены римлянами в ходе подавления панноно-далматского восстания 6—9 гг.н. э. Иллирийцы подверглись быстрой и сильной романизации (особенно на побережье и в городах).
В ходе Великого переселения народов иллирийцы были окончательно ассимилированы; тогда же исчез и древний иллирийский язык.

## Язык
Иллирийские языки — группа языков, носителями которых были иллирийцы. Условно включаются в территориальную группу т. н. палео-балканских языков. Были распространены до V—VII вв. н. э. на западе Балкан.

## Материальная культура
Сначала иллирийцы строили крепости из необработанного камня, а позже под греческим влиянием стали выкладывать стены из тёсаных квадров, украшать святилища скульптурой.
Иллирийцы были известны как умелые ремесленники. Среди керамических изделий типичны кувшины с одной или двумя приподнятыми ручками и вертикальными каннелюрами на тулове.
Особого внимания заслуживает четырёхколёсная тележка из Глазинаца в виде птицы; по-видимому, это культовый предмет, связанный с такими же религиозными представлениями, какие породили описанную терракотовую группу (бронзового века) из Дупляи.
Также иллирийцы были известны также как умелые корабелы, их многочисленные военные корабли контролировали большую часть Адриатического и Ионического морей.
На северо-западе иллирийской области с конца бронзового века применялись два погребальных обряда: трупоположения под курганами (считается типично иллирийским) и трупосожжения в урнах (лишь частично связан с иллирийцами). Некоторые ученые полагают, что в гальштатское время произошла «иллиризация» народов полей погребальных урн на территории Югославии и на части бывшей римской провинции Паннонии. Во всяком случае в могильниках иногда наблюдается постепенная смена обрядов. Можно привести в качестве примера некрополь Комполие-Црквина (Югославия). Считают, что он возник на племенной территории иллирийских яподов, которые жили в Северо-Западной Боснии и отчасти в Хорватии. Ранний горизонт могильника содержит трупоположения и трупосожжения в урнах, относится к раннему периоду железного века и типологически связан со среднеевропейской культурой полей погребальных урн. Поздний горизонт содержит только трупоположения и относится ко времени развитого и позднего гальштата. Типичны дисковидные очковые фибулы, лучковые фибулы с янтарными и стеклянными бусинами, чертозские фибулы и многочисленные украшения в виде подвесок разнообразных форм, характерные для яподского прикладного искусства 111. Яподам приписывают также могильники Вребач 112 и Иезерине 113.

### Военное дело
Военное дело иллирийцев начинается в начале II тысячелетия до н. э. и заканчивается в I веке н. э.
Иллирийцы были знаменитыми воинами, именно так их характеризуют античные источники.
Иллирийцы использовали эффективные виды оружия, такие как сика (изогнутый меч иллирийского происхождения, широко распространившийся по всем Балканам, а впоследствии принятый на вооружение римлянами).
Многочисленные военные корабли иллирийцев контролировали большую часть Адриатического и Ионического морей.

## Наследие
Потомками древних иллирийцев некоторые учёные считают современных албанцев. Памятники культуры иллирийцев сохранились в Австрии, Италии, Албании, странах бывшей Югославии.
Название «иллирийцы» применяли к себе православные славяне Венгрии, главным образом хорваты, не принявшие унии в XVII и XVIII веках.